# Велика панда
Вели́ка па́нда, бамбу́ковий ведмі́дь (Ailuropoda melanoleuca, кит. 大熊猫, пін. dà xióngmāo) — рослиноїдний ссавець із ряду хижих і родини ведмедевих (Ursidae). 
Проживає на кількох гірських хребтах Китаю — у результаті землеробства, вирубки лісів та іншого, бамбуковий ведмідь був вигнаний із низинних районів. Населяє гірські ліси, змішані хвойні й широколистяні ліси, де присутній бамбук, який становить 99 % раціону тварини. Голова кругла, тіло кремезне, хвіст короткий. Шерсть дуже густа; на тулубі біла, а ноги, кінець хвоста, вуха, круги навколо очей чорні. Бамбуковий ведмідь заввишки 65–70 см, довжина тіла до 1.5 м, вага 80–125 кг.

## Загальна характеристика
Велика панда живе в листяних та хвойних лісах із густим бамбуковим підліском в гористих місцевостях центрального Китаю, таких як Сичуань і Тибет, на висоті від 1200 до 4000 м над рівнем моря. Зливи та густі тумани протягом усього року властиві цим лісам, що часто повиті густими хмарами. Панди вимирають через те, що бамбукові ліси, де вони живуть, масово вирубують і тваринам немає де жити.
Загальна площа їхнього ареалу близько 30 000 км², проте існує думка, що панди живуть на ділянці, що становить не більше 6 000 км². У рідних лісах кожна панда визначає свою територію, помічаючи крайні дерева за допомогою виділень із пахучих залоз. Іноді ці території частково накладаються на чужі межі, проте тварини звичайно уникають одне одного, живучи поодинці.
Китайська назва панди — «ведмідь-кіт» і означає те саме якщо прочитати її в зворотному напрямку. На заході свою назву «панда» звір отримав через віддалену схожість із малою пандою, також вона була знана під назвою «плямистий ведмідь» (Ailuropus melanoleucus). Ближче до кінця 20-го століття панда стала своєрідним символом Китаю, та її зображення використовується на китайських золотих монетах.
Вчені не мають точних даних, скільки панди живуть в дикій природі, але, без сумніву, менше ніж у неволі. Китайські вчені повідомляли, що панди в неволі доживали до віку 35 років.

## Цікаві факти
Китайська назва тварини кит. 熊猫, пін. xióngmāo складається зі слів «ведмідь» і «кішка». Західна назва великої панди (panda) походить від непальської назви малої (червоної) панди, яку раніше хибно вважали твариною, спорідненою великій панді.
Попри те, що панди належать до ряду хижих, їхній раціон переважно вегетаріанський. Фактично, вони їдять один тільки бамбук. За день доросла панда з'їдає до 30 кг бамбука і пагонів. Технічно ж, як і багато інших тварин, панди всеїдні.
Коли велика панда не спить, тобто близько 16 годин на добу, вона майже постійно харчується. Для збереження маси тіла їй необхідно з'їдати величезну кількість бамбука, зокрема через те, що вегетаріанська їжа не дуже поживна, а з іншого боку, тому, що травна система панди не така ефективна, як в інших травоїдних тварин. Якщо більшість травоїдних засвоює 80 % їжі, то панда лише 17 %.
У панди на 68 % збігаються гени з людиною, на 80 % — із собакою.
Велика панда має незвичну будову лапи: окрім п'яти нормальних пальців у неї ще є «великий палець», який насправді є зміненою зап'ястною кісткою.
Шкіра панди може коштувати в розмірі двох-трьох середніх річних доходів китайського селянина на деяких азійських ринках, і в минулому браконьєрство було серйозною проблемою. Проте в результаті освіти, інтенсивність браконьєрства знизилася, і це більше не вважається головною проблемою.

Передача великих панд американським та японським зоопаркам була важливою складовою частиною дипломатії КНР в 1970-х роках, це був один з перших проявів культурного обміну між Китаєм і Заходом.
Докладніше: Панда-дипломатія 
У Китаї за полювання та вбивство панди передбачене покарання — позбавлення волі на понад 10 років та конфіскація майна.

## Зауваження щодо систематики
Тривалий час точна класифікація панди була предметом дискусії серед науковців, оскільки як велика панда, так і червона панда поєднують низку характеристик як ведмедів, так і ракунів. Але дослідження молекулярних біологів підтвердили, що велика панда належать до родини Ведмедеві (Ursidae). Найближчим її родичем серед ведмедів є очковий ведмідь з Південної Америки.

## Чисельність та природоохоронний статус
Велика панда — вимираючий вид. Головними загрозами її виживанню є подальша втрата середовища проживання та дуже низький рівень народжуваності, як в неволі так і в дикій природі. Вважають, що в дикій природі живе від 500 до 1000 бамбукових ведмедів.
На початку вересня 2016 МСОП повідомив про збільшення популяції великої панди на 17 % протягом 10 років — у 2014 році в Китаї у природних умовах було виявлено 1864 особин. Це стало причиною зміни природоохоронного статусу з «Під загрозою вимирання» на «Уразливий».

## Зовнішній вигляд
Велика панда має чорно-біле забарвлення та будову тіла типову для ведмедів. Шерсть на вухах, лапах та плечах чорного кольору, також має чорні «окуляри» навколо очей. Решта тіла покрито шерстю білого кольору. Хоча науковцям невідома причина такого забарвлення, дехто припускає, що таке плямисте забарвлення забезпечує панді ефективне маскування на тінистому снігу та скелях, що характерні для середовища їхнього проживання. Груба шерсть забезпечує тепло панді в її холодних лісах. Велика панда має великі кореневі зуби та сильні щелепні м'язи, що допомагають їй поїдати твердий бамбук.
Розмір панди порівняно із розміром американського чорного ведмедя: на чотирьох лапах її зріст становить 0,5-1 м у холці, довжина 1,2-1,5 м. Самці більші ніж самки, та можуть важити до 160 кг. Самки рідко досягають ваги понад 90 кг.
Велика панда має незвичну лапу: з «великим пальцем» та п'ятьма нормальними пальцями; «великий палець» насправді є зміненою зап'ястною кісткою.

## Поведінка
Великі панди — істоти нічні, що не сплять від сутінків до світанку. Вдень вони засинають і відпочивають, проте не в постійному лігві, а в затишному місці, де-небудь поміж скель чи навіть у дуплі дерева.
Владно тримаючись на задніх лапах, великі панди звикли завжди рухатися, ступаючи на всі чотири лапи клишоногою ходою. У разі погоні вони переходять на незграбний клус, проте невдовзі втомлюються і полишають швидкісний темп. Панди зразкові верхолази, через що часто видираються на нижні гілки дерев, шукаючи корм, чи просто відпочити чи сховатися від небезпеки.

## Харчування
Попри те що велика панда належить до ряду хижих, живиться вона переважно бамбуковими пагонами. Доросла панда протягом дня поїдає до 9-14 кг бамбука. Як більшість ведмедів, вона є всеїдною твариною та в її раціон входять, окрім бамбука, яйця, комахи, дрібні ссавці, риба, якщо на них вдається вполювати, а також вживають траву, квіти, гриби, корінці та кору. Як і ведмідь, панда вдається до нападів на бджолині гнізда.
Попри те що бамбук становить близько 99 % раціону тварин, у панд відсутні гени, що кодують ферменти, здатні розщеплювати целюлозу, наявну в бамбука. Здатність засвоювати целюлозу пандами приписують мікроорганізмам, що живуть у травній системі. Отже, травна система в панди не така ефективна, як в інших травоїдних тварин. Якщо більшість травоїдних засвоює 80 % їжі, то панда лише 17 %. Через низькопоживну дієту пандам важливо зберігати повним травний тракт. Це причина, чому панди можуть випорожнюватися до 40 разів на добу.
Через низьку ефективність травлення, у період неспання, тобто близько 16 годин на добу, панда майже постійно живиться. Для збереження нормальної маси тіла їй необхідно з'їдати величезну кількість бамбука. Специфічна дієта визначає поведінку та анатомію панди. Задля збереження енергії панди стараються уникати соціальних контактів та круто нахиленої місцевості. Округле масивне тіло та спокійний спосіб життя вказують на низький рівень метаболізму, що дає змогу економити енергію. Кругла голова — наслідок наявності масивних м'язів від верху голови до щелепи, які дають змогу пережовувати волокнистий бамбук.
Панди вживають усі 25 видів бамбука, що існують у природі. Лише кілька видів бамбука ростуть у тих висотах, які зараз населяють панди. Листя бамбука містить найвищий рівень протеїну; стебла — менший. Через синхронне цвітіння, ріст та відмирання усього бамбука одного певного виду велика панда мусить жити у досяжності принаймні двох різних видів рослини, аби уникнути голодування.

## Розмноження
Сезон парування великих панд триває від середини березня до травня, коли тварини знаходять собі пару. На одну самицю претендує 4-5 самців, але щойно гамірне спарювання відбулося, тварини повертаються до колишнього усамітненого способу життя. Через 3-5 місяців самиця знаходить у печері чи дуплі затишний теплий барліг. Вагітність триває від 95 до 160 днів. Заславши лігво листям та гіллям, вона починає народжувати маля. Нерідко на світ з'являються двоє чи троє ведмежат, але у більшості випадків самиця, за браком часу для необхідної опіки та уваги вигодовує одного з них, а решту полишає на загибель.

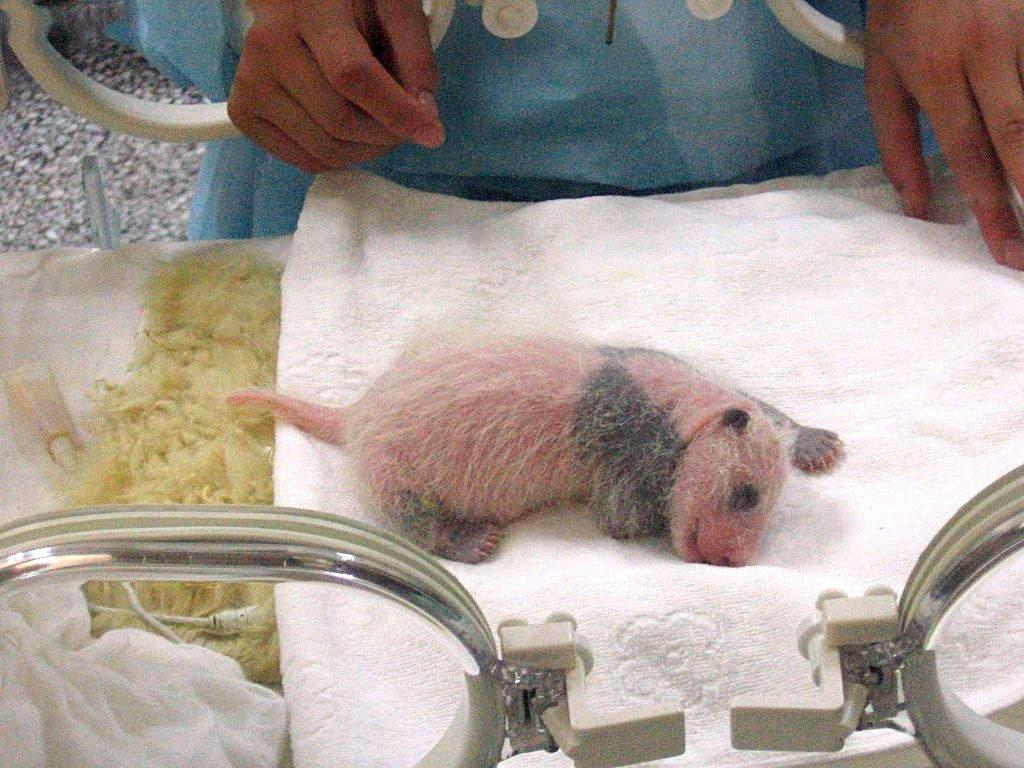
Тижневе дитинча панди

Панди народжуються сліпі й майже голі, вагою не більше 150 г. Перші три тижні самиця практично постійно сидить, не випускаючи малюка з передніх лап та притискаючи його до сосків. Дитинча швидко росте. Наприкінці першого місяця в нього відростає хутро з чорними плямами, а через два тижні розплющуються очі. Ходити воно починає лише через три місяці, а до цього мати постійно його носить на собі.
У п'ятимісячному віці малюк переходить на бамбуковий корм, а ще через місяць його відлучають від грудей. Коли йому виповнюється 1-1,5 року, дитинча залишає матір і провадить самостійне життя. Великі панди досягають статевої зрілості в шестирічному віці, і самиця народжує потомство кожні 2-3 роки.

## Панди за межами ареалу

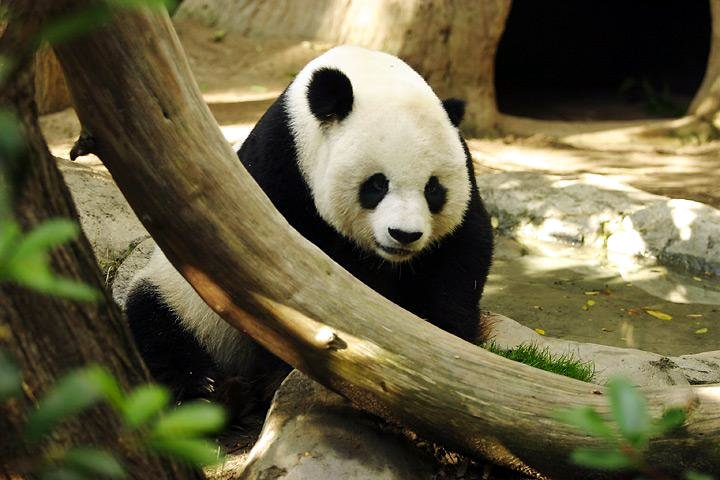
Доросла панда в зоопарку Сан-Дієго.

Про велику панду на Заході вперше довідались в 1869 від французького місіонера Давида Армана. Велика панда вже протягом тривалого часу є улюбленцем публіки, частково через свою «дитячу» милу зовнішність, що робить її схожою на живого плюшевого ведмедика. Також до її невинного образу додалось те, що зазвичай зображають як вона мирно поїдає бамбук, а не панду на полюванні. Незважаючи на такий популярний образ, панда може бути такою ж небезпечною, як і будь-який інший ведмідь такого розміру.
Передача великих панд в американські та японські зоопарки була важливою складовою частиною дипломатії КНР в 70-х роках, коли розпочався культурний обмін між КНР та Заходом.
Але починаючи з 1984, панди перестали бути об'єктом дипломатії, та Китай почав позичати панд іншим країнам на період 10 років. Стандартна позика включає плату розміром до 1 000 000 $ на рік та умову, що малята панди, народжені під час позики, є власністю КНР.
У 1998 судовий позов Світового Фонду Дикої Природи став причиною того, що Американська Служба Риби та Дичини тепер перед тим, як видавати дозволи на імпорт в країну панд, вимагає від американських зоопарків, що хочуть їх імпортувати, включати в контракти із КНР вимогу про те, що половина виплачених коштів буде спрямовано на захист панд та їхнього середовища проживання.

## Панда як символ

Емблема WWF

Велика панда є символом Всесвітнього фонду дикої природи (WWF).

## Панда в поп-культурі
Панда фігурує в англійському мовному жарті, а саме: Заходить панда в ресторан та замовляє обід. З'їдає його, витягає пістолет, стріляє в стелю та виходить. Обурений власник ресторану вибігає за нею та кричить: «Чому? За що?». Панда повертається, та мовчки дає йому книгу із зоології із поганою пунктуацією, в котрій написано про раціон панд: «Eats, shoots and leaves» (їсть, стріляє та виходить) замість «Eats shoots and leaves» (їсть пагони та листя). (Англійською shoots може, в залежності від контексту, означати або «пагони» або «стріляє» в третій особі однини теперішнього невизначеного часу, leaves: або «листя» або «виходить» в третій особі однини теперішнього невизначеного часу.)

## Зоопарки
Станом на 2009 рік у зоопарках різних країн живуть близько 200 панд.
- Національний зоопарк Америки [Архівовано 18 серпня 2016 у Wayback Machine.]
- Зоопарк Сан-Дієго [Архівовано 5 лютого 2005 у Wayback Machine.]
- Tiergarten Schönbrunn (Відень)
- Зоопарк Ланьчжоу
- Пекінський зоопарк